# Игра на вылет (фильм, 1972)
«Игра на вылет» (англ. Sleuth, дословно Сыщик, Ищейка) — детективный триллер Джозефа Манкевича 1972 года по сценарию, написанному Энтони Шаффером на материале собственной пьесы. Исполнители единственных ролей Лоренс Оливье и Майкл Кейн за актёрские работы в ленте выдвигались на премию «Оскар».
35 лет спустя, в 2007 году, в ремейке данного фильма («Сыщик»), где сценаристом выступит Гарольд Пинтер, снова снимется Майкл Кейн, только уже в роли Эндрю Уайка.

## Сюжет
Богатый аристократ, преуспевающий автор детективов Эндрю Уайк (Лоренс Оливье), привыкший воспринимать жизнь как игру, приглашает в дом любовника своей жены, владельца нескольких парикмахерских Майло Тиндла (Майкл Кейн), предлагая ему забрать жену, а также прихватить из дома дорогие украшения, которые пойдут на её содержание. После того как Майло соглашается и начинает действовать, Эндрю заявляет, что обманул его. На самом деле он планирует застрелить Майло якобы при попытке ограбления, и когда Майло в страхе убегает, Эндрю стреляет ему вслед холостыми патронами. Несколько дней спустя в доме Эндрю появляется полицейский инспектор Доплер, заявляющий, что разыскивает пропавшего Майло. Вскоре он обнаруживает доказательства убийства Майло, заставляя Эндрю сознаться в том, что происходило в доме. После этого инспектор снимает грим, и оказывается, что это Майло, который предлагает продолжить игру. Он сообщает, что убил любовницу Эндрю, разбросав по дому компрометирующие Эндрю улики. Когда Майло с видом победителя сообщает о скором прибытии полиции, Эндрю не выдерживает и стреляет в Майло.

## В ролях
- Лоренс Оливье — Эндрю Уайк
- Майкл Кейн — Майло Тиндл

Все остальные актёры, указанные в титрах, не существуют и были выдуманы для того, чтобы зритель весь фильм ждал появления новых персонажей.

## Съёмочная группа
- Режиссёр: Джозеф Л. Манкевич
- Продюсер: Мортон Готтлиб
- Сценарист: Энтони Шаффер
- Композитор: Джон Эддисон (John Addison)
- Оператор: Освальд Моррис (Oswald Morris)
- Монтаж: Ричард Марден (Richard Marden)

Производство кинокомпании Palomar Pictures

## Награды и номинации

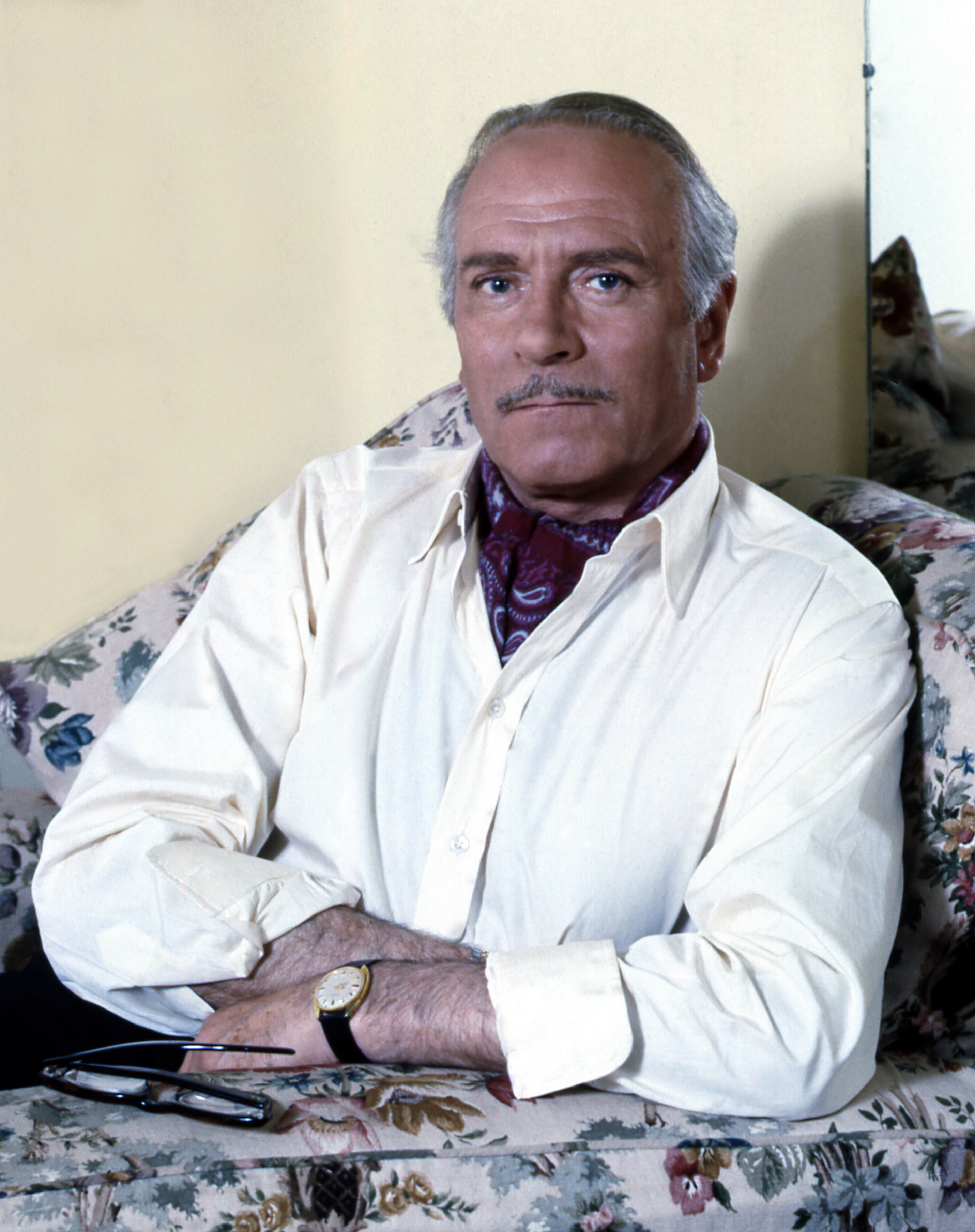
Лоренс Оливье в образе Эндрю Уайка

### Награды
- 1973 Награда David di Donatello
  - Лучший зарубежный актёр — Лоренс Оливье
- 1973 — Премия Эдгара Аллана По
  - Лучший художественный фильм — Энтони Шаффер

### Номинации
- 1973 «Оскар»
  - Лучший актёр — Майкл Кейн
  - Лучший актёр — Лоренс Оливье
  - Лучший режиссёр — Джозеф Манкевич
  - Лучшая музыка — Джон Эддисон
- 1973 Премия «Золотой глобус»
  - Лучшая драма
  - Лучший драматический актёр — Майкл Кейн
  - Лучший драматический актёр — Лоренс Оливье
- 1974 Премия «BAFTA»
  - Лучший актёр — Лоренс Оливье
  - Лучший художник — Кен Адам
  - Лучшая операторская работа — Освальд Моррис
  - Лучший сценарий — Энтони Шаффер

## Критика
В фильме, обладающем острой интригой и держащем в напряжении до самого конца, затрагиваются темы морального разложения как старой аристократии, погрязшей в социальных и расовых предрассудках, так и новой буржуазии, готовой ради богатства пойти на преступление.
Историк кино Роб Никсон назвал картину «грандиозным зрелищем, полным перипетий и трюков как со зрителями, так и с персонажами, которое чудесно разыграли два выдающихся актёра». По мнению Дайера, «хотя этот независимый фильм и несравним с лучшими режиссёрскими работами Манкевича 1940-х и 1950-х годов, он стал потрясающей демонстрацией двух актёров в двух единственных ролях в этом фильме».